# Tymovskoje
Tymovskoje (rusky Тымовское) je sídlo městského typu v Sachalinské oblasti v Rusku. Žije zde 8 721 obyvatel (2023).

## Geografie
Obec se nachází v centrální části ostrova Sachalin v údolí řeky Tym, na jejím pravém břehu. 30 km východně od Tymovskoje se nachází nejvyšší sachalinský vrchol Lopatinova hora (1609 m n. m.). Obec leží 450 kilometrů vzdušnou čarou severně od oblastního centra Južno-Sachalinsku.
Tymovskoje je správním centrem stejnojmenného okresu.

## Dějiny
Ruské impérium od 70. let 19. století využívalo Sachalin jako ostrovní vězení a místo pro vyhnance. Dne 5. července 1880 byla založena dozorcem Antonem Derbinem osada pro vyhnance, která po něm byla pojmenována Derbinskoje. V roce 1890 osadu navštívil ruský dramatik a spisovatel Anton Pavlovič Čechov, který ji popsal ve své knize Ostrov Sachalin.
Během rusko-japonské války byla osada Derbinskoje okupována japonským vojskem. Japonci osadu také obsadili v průběhu ruské občanské války a drželi ji až do dubna 1925. V roce 1929 byla v osadě postavena pekárna, ročně se upeklo 193,5 tuny žitného chleba, 970,5 tuny pšeničného chleba a 64,5 tuny pekařských výrobků. V témže roce byla v osadě také postavena elektrárna, která poskytovala 135 kW.
Během Velké vlastenecké války odešlo na frontu 1872 obyvatel osady, na pamětních deskách v osadě je zvěčněno více než 200 jmen padlých vojáků.
V roce 1949 byla osada přejmenována na současné jméno Tymovskoje, podle řeky protékající obcí.
Roku 1963 získala obec status sídla městského typu. V 60. letech 20. století byla v obci postavena konzervárna a otevřeno letiště Zonalnoje.
Ve dnech 18. a 21. dubna 2021 pocítili obyvatelé Tymovskoje zemětřesení, které ale nezpůsobilo žádné škody.
Dne 19. listopadu 2022 došlo k výbuchu plynu v pětipatrové obytné budově, zemřelo deset lidí, včetně čtyř dětí.

## Hospodářství a doprava
V Tymovskoje jsou lesnické a potravinářské podniky.
Obec se nachází na hlavní trati Sachalinské železnice, která vede z Korsakova přes Južno-Sachalinsk do Nogliki. Nachází se zde největší vlakové depo v severní části trati.
Obcí prochází vede regionální silnice R487 z Južno-Sachalinsku přes Poronajsk do Alexandrovska-Sachalinského a dále do Ochy.